# Домінго Тарасконі
Домінго Альберто Тарасконі (ісп. Domingo Alberto Tarasconi, нар. 20 грудня 1903, Буенос-Айрес — пом. 3 липня 1991, Буенос-Айрес) — аргентинський футболіст, що грав на позиції нападника. Найбільш відомий за виступами в клубі «Бока Хуніорс», у складі якого є одним із найкращих бомбардирів за всю його історію, а також у складі національну збірну Аргентини, у складі якої став срібним призером Олімпійських ігор 1928 року, та кращим бомбардиром олімпійського футбольного турніру, а також став дворазовим переможцем Кубка Америки. Чотириразовий кращий бомбардир чемпіонату Аргентини аматорської епохи. По закінченні виступів на футбольних полях — аргентинський футбольний тренер.

## Клубна кар'єра
Домінго Тарасконі народився в Буенос-Айресі, та розпочав виступи на футбольних полях у складі місцевої команди «Атланта» у 1921 році. наступного року він став гравцем іншого клубу з Буенос-Айреса «Бока Хуніорс», у складі якого грав протягом 11 років. У складі команди Тарасконі став п'ятиразовим чемпіоном Аргентини, 4 рази був кращим бомбардиром аргентинської першості. У складі «Бока Хуніорс» зіграв загалом 224 матчі чемпіонату країни, в яких відзначився 187 забитими м'ячами.
У 1933 році Домінго Тарасконі спочатку став гравцем клубу «Ньюеллс Олд Бойз», проте зіграв у його складі лише 2 матчі, та ще в цьому році перейшов до клубу «Спортіво Барракас». Наступного року футболіст став гравцем клубу «Хенераль Сан-Мартін», а в 1935 році перейшов до клубу «Архентінос Хуніорс», у складі якого у 1936 році завершив виступи на футбольних полях.
У 1942 році Домінго Тарасконі нетривалий час був головним тренером клубу «Велес Сарсфілд». Помер Домінго Тарасконі у 1991 році в Буенос-Айресі.

## Виступи за збірну
У 1922 році Домінго Тарасконі дебютував у складі національної збірної Аргентини. У складі збірної футболіст брав участь у чотирьох розіграшах чемпіонат Південної Америки, й на чемпіонатах 1925 та 1929 років ставав у складі аргентинської збірної переможцем турніру. У 1928 році Домінго Тарасконі у складі футбольної збірної Аргентини брав участь у літніх Олімпійських іграх, на яких аргентинська збірна лише у переграванні фіналу поступилася збірній Уругваю, та став у складі збірної срібним призером Олімпійських ігор 1928 року, а з 11 забитими м'ячами став кращим бомбардиром олімпійського футбольного турніру. У складі збірної Тарасконі грав до 1929 року. провів у її складі 24 матчі, в яких відзначився 18 забитими м'ячами.

## Титули і досягнення
- Срібний олімпійський призер: 1928
- Чемпіон Південної Америки: 1925, 1929
- Срібний призер Чемпіонату Південної Америки: 1924, 1926
- Чемпіон Аргентини (5): 1923, 1924, 1926, 1930, 1931
- Найкращий бомбардир чемпіонату Аргентини з футболу: 1922 (11 голів), 1923 (40 голів), 1924 (16 голів), 1927 (32 голи)
- Найкращий бомбардир футбольного турніру олімпійських ігор: 1928 (11 голів)